# Belgisch kampioenschap zijspancross 2017
Het Belgisch kampioenschap zijspancross 2017 is een door de Belgische Motorrijdersbond (BMB) georganiseerd kampioenschap voor zijspancrossers. 
De 51e editie van het Belgisch kampioenschap werd gereden over drie manches, met name in Moerbeke, Lommel en Hasselt. 

## Erelijst
| Datum    | Locatie  | Goud                                   | Zilver                                 | Brons                               |
| -------- | -------- | -------------------------------------- | -------------------------------------- | ----------------------------------- |
| 12 maart | Moerbeke | Jason Van Daele / Ben Van den Bogaart  | Julian Veldman / Jorrit van der Putten | Kristof Santermans / Lauris Daiders |
| 2 april  | Lommel   | Gert Van Werven / Siebe Van der Putten | Kristof Santermans / Lauris Daiders    | Etienne Bax / Nicolas Musset        |
| 23 juli  | Hasselt  | Etienne Bax / Nicolas Musset           | Davy Sanders / Eduard Soenens          | Arne Dierckens / Luc Rostingt       |

| Stand  | duo                                   | punten |
| ------ | ------------------------------------- | ------ |
| Goud   | Jason Van Daele / Ben Van den Bogaart | ?      |
| Zilver | Davy Sanders / Eduard Soenens         | ?      |
| Brons  | Arne Dierckens / Luc Rostingt         | ?      |
| 4      | Kristof Santermans / Lauris Daiders   | ?      |
| 5      | ?                                     | ?      |